# Karin Žibrat
Karin Možina Žibrat (umetniško ime KARYN), slovenska pevka pop glasbe.
Je članica vokalne skupine Bassless. Pela je v vokalni skupini Perpetuum Jazzile.
Leta 2014 je nastopila v vlogi Mare skupaj s solistom Gregorjem Volkom (Jurij) v slovenskem spevoplesu Zeleni Jurij. Sodelovale so še tri sekcije Folklorne skupine Tineta Rožanca in Ljubljanski madrigalisti.
Iz tega muzikala je z Volkom zapela pesem "Kej, kej bi js tebi dal" na 24. Miklavževem koncertu 4. decembra 2016.
Poučuje na zasebni pevski šoli.

### Sodelovanje z režiserjemDavidom Sipošem
S Timom Žibratom je napisala glasbo za pesem "Srce se ne boji", ki jo je napisal Alojzij Grozde. Zapel jo je Tadej Premužič za istoimenski film o Grozdetu.
Pela je v filmih Goreči škof, Kraljica miru, 30 vrhov in drugih. 

### Zasebno
Je iz Nove Gorice. Obiskovala je gimnazijo v Šolskem centru Nova Gorica. Leta 2016 je diplomirala iz medicine na Ljubljanski medicinski fakulteti. Jeseni 2020 se je poročila s Timom Žibratom.

## Televizijski nastopi

### Resničnostne oddaje
- 2014: 4. polfinale oddaje Slovenija ima talent s skupino Bassless

## Diskografija

### Pesmi
- "Wave" (2012) - kot solistka s skupino Perpetuum Jazzile[9]
- "Slovenija, od kod lepote tvoje" (2013) - kot solistka z Luko Černetom in skupino Perpetuum Jazzile[10]

#### Kot samostojna izvajalka
- "Povej naprej" (2018) (avtor: Nejc Podobnik, producent: Tim Žibrat)[11]
- "Infamous" (2020) (avtorica Karyn, soavtor in producent: Tim Žibrat)[12]

### Albumi
- Thank you for the music: special 30th jubilee edition CD (COBISS) (Perpetuum Jazzile, 2013)
- Bassless is more - s skupino Bassless (COBISS) (Društvo Bassless, 2019)

### DVD
- Zeleni Jurij: spevoples: muzikal po ljudskih motivih v dveh dejanjih (COBISS) (RTV Slovenija, Založba kaset in plošč, 2015)